# 深谷かほる
深谷 かほる（ふかや かおる、1962年11月5日 - ）は、日本の女性漫画家。血液型O型。福島県石川郡石川町出身。武蔵野美術大学デザイン科卒業。
弟は漫画家・深谷陽。弟の方が10年ほど早くから漫画を描いていた。駆け出し漫画家の頃に16ページストーリー漫画を依頼されたので弟に描き方を訊いて描き上げている。

## 概要
福島県立安積女子高等学校卒業後、武蔵野美術大学デザイン科へ進学。
大学卒業後は美術館などのアルバイトをしつつ学年誌へカットを持ち込むが採用に至らず、編集者のアドバイスで漫画を書き始め、1987年12月号の『プチフラワー』に掲載された『毎日が日曜日』でデビューした。
代表作として『エデンの東北』、『ハガネの女』、『カンナさーん!』など。『エデンの東北』の主人公の弟「あきら」は弟がモデル。
『ハガネの女』（テレビ朝日）は吉瀬美智子主演により、テレビドラマ化されたが、season2のドラマオリジナルのストーリー展開に反対して原作者名義を削除した。
『カンナさーん!』（TBSテレビ）は渡辺直美主演により、テレビドラマ化された。
2015年10月、Twitterにて『夜廻り猫』の連載を開始。読者の共感を得て人気作となる。
2017年、前述の『夜廻り猫』で第21回手塚治虫文化賞短編賞を受賞、他に第5回ブクログ大賞のマンガ部門大賞を受賞。
地域猫が連れてきた黒猫の「ハゲ」と知人から譲り受けた同じく黒猫で片目が潰れた「マリ」という猫を飼っていた。

## 作品リスト

### 漫画作品
★は連載作品。
- ★キャラメル・ハイ（『コミックバンバン』徳間書店 ）
- ★エデンの東北（『まんがくらぶ』竹書房 1989年x月号 - 2009年5月号、『まんがライフオリジナル』 竹書房 1993年x月号 - 連載中[注 1]）
- 芸術家の卵（『ミミカーニバル』講談社）
- ノーイ -バンコクの恋人-（『ミミカーニバル』講談社）
- おバカさんGirl（『週刊女性Comic Shan』主婦と生活社）
- カエルちゃん
- 素晴らしい結婚
- ウータンとかいぶつ
- 泣きたい日のクスリ
- ★かれんちゃん（『まんがアロハ』ぶんか社、『シティリビング』サンケイリビング新聞社）
- ぴよぴよフーフ（『YOU』集英社）
- マリーゴールド（『YOU』集英社）
- ドタ婚式
- ★カンナさーん!（『YOU』集英社2001年15号 - 2006年）
  - （同上読切）『月刊ユー』集英社 2013年4月号
- ダイヤ者（『YOU』集英社 2006年13号 - ）
- ★ハガネの女 （『YOU』集英社 2007年23号 - 2010年15号、2010年23号 - ）
- ブンブン!セブンイレブン!!（セブン-イレブン・ジャパン店舗配布の社内報に連載）

### エッセイ
- 人生ロシアンルーレット（『まんがライフオリジナル』2005.6 - 2008.8 掲載）

### 書籍

#### 漫画単行本
詳細は各リンク先を参照。
- 『キャラメル・ハイ』、徳間書店〈トクマコミックスエクストラ〉、1990年、全1巻、ISBN 978-4-1978-1014-7
- 『エデンの東北』 竹書房〈Bamboo comics〉、1991年 -
  - 『ラブ&ピース! ピース!』、竹書房〈バンブー・コミックス〉、2003年、全1巻
  - 『エデンの東北 高校編』 竹書房〈Bamboo comics〉、2011年、全1巻
- 『ノーイ -バンコクの恋人-』、講談社〈講談社コミックスミミワイド〉、1994年、全1巻、ISBN 978-4-0617-6737-9
- 『おバカさんGirl』、主婦と生活社〈GIGAコミックス〉、1994年、全1巻
- 『カエルちゃん』、光文社〈VCシリーズ〉、1995年、全1巻
- 『素晴らしい結婚』、ぶんか社〈BUNKA COMICS〉、1996年、全1巻
  - （文庫版）2010年、全1巻、文庫版
- 『泣きたい日のクスリ』、竹書房 〈バンブー・コミックス〉、1996年、全1巻、ISBN 978-4-8124-5084-0
- 『かれんちゃん』、ぶんか社〈Bunkasha comics--Manga aloha! series〉、1998年、全1巻、ISBN 978-4-8211-9649-4
- 『ぴよぴよフーフ』、集英社〈YOUコミックス〉、1999年、全1巻、ISBN 978-4-0886-2468-6
- 『マリーゴールド』 集英社〈クイーンズコミックス〉、2001年、全1巻、ISBN 978-4-0886-5005-0
- 『ドタ婚式』 竹書房、2001年、全1巻、ISBN 978-4-8124-0812-4
- 『カンナさーん!』、集英社〈クイーンズコミックス〉、2001年 - 2007年、全13巻
- 『ダイヤ者』、集英社〈クイーンズコミックス〉、2006年、全1巻、ISBN 978-4-0886-5370-9
- 『ハガネの女』、集英社〈クイーンズコミックス〉、2008年 - 2011年、全10巻
- 『夜廻り猫 1 今宵もどこかで涙の匂い』KADOKAWA、2016年6月30日発売、ISBN 978-4-0473-4178-4
  - 『夜廻り猫』、講談社〈ワイドKC〉2016年 - 、既刊11巻（2024年12月23日現在）
  - 関連書
    - 夜廻り猫レストラン（講談社、2017年11月22日、ISBN 978-4-06-510805-5）
    - 夜廻り猫ポストカードBOX（講談社、2017年11月22日、ISBN 978-4-06-510662-4）
    - 夜廻り猫の展覧会（講談社、2018年11月22日、ISBN 978-4-06-514295-0）
    - 猫まんが （マガジンハウス、2019年7月29日、ISBN 978-4-8387-5365-9）※複数の作家による、猫にまつわるマンガやエッセイなどを集めた作品集。深谷かほるの「夜廻り猫」の描き下ろしと名作コレクションも掲載。

#### 絵本
- 『ウータンとかいぶつ』、主婦と生活社〈ね〜ね〜ブックス〉、1996年、全1巻、A5判